# Protomicroplitis medon
Protomicroplitis medon är en stekelart som beskrevs av Nixon 1965. Protomicroplitis medon ingår i släktet Protomicroplitis och familjen bracksteklar. Inga underarter finns listade i Catalogue of Life.